# Demokratisk fredsteori

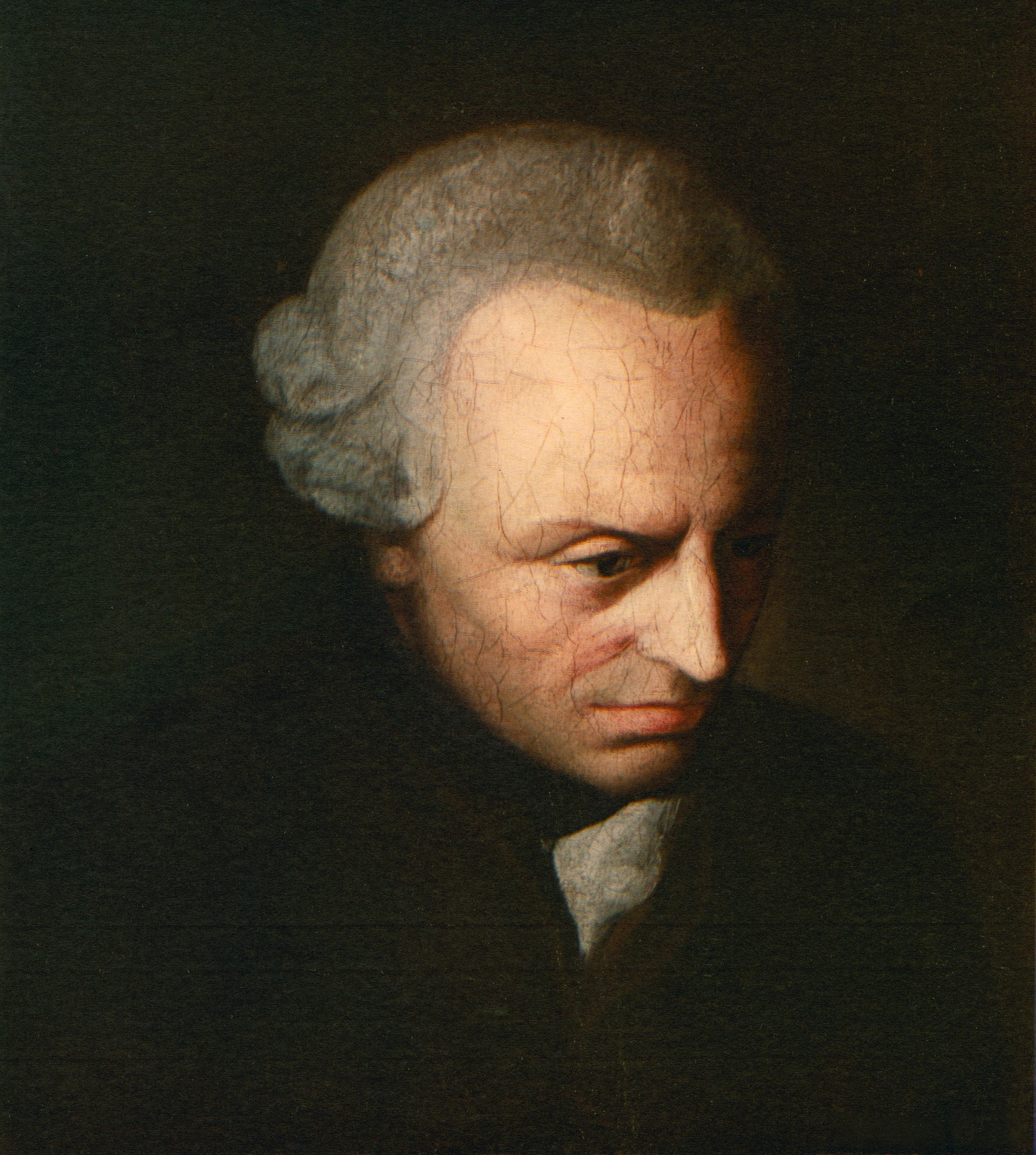
Immanuel Kant

Demokratisk fredsteori (engelska: democratic peace theory) är en statsvetenskaplig teori vars grundtanke är att demokratier inte går i krig med varandra. Ofta begränsas teorin till etablerade liberala demokratier med allmän rösträtt. Teorin går tillbaka till Immanuel Kant, men har utvecklats och prövats empiriskt först sedan 1960-talet, bland annat av den antikommunistiske professorn R.J. Rummel. Motargument inkluderar ett antal möjliga exempel på krig mellan demokratier, att definitionen av demokrati är oklar och att fullt demokratiska stater funnits en så begränsad tid att det är svårt att dra slutsatser. Stater som utvecklar uthållig demokrati uppvisar vidare ofta ett välstånd och en stabilitet som gör att de inte har intresse av att gå i krig, och det kan vara detta snarare än demokratin i sig som gör dem benägna att upprätthålla fred sinsemellan.
Kants ursprungliga förklaring var att invånare i en demokrati av naturliga skäl – de skulle få betala krigets alla kostnader och umbäranden – skulle dra sig för att starta ett krig, men många andra förklaringar har senare framförts. Tanken har fått uttalat stöd inte minst hos neokonservativa och liberala grupper i USA och Europa, som sett den som ytterligare ett argument för att sprida västerländsk demokrati. USA:s förre president George W. Bush och Storbritanniens tidigare premiärminister Tony Blair har argumenterat för teorins giltighet.
En annan variant av teorin är att sannolikheten för krig mellan två stater minskar ju mer demokratiska dessa är.[källa behövs]

## Historia

### Filosofiskt ursprung
Demokratiska freden är tankar som härstammar ifrån den tyske filosofen Immanuel Kant. Kant menade att ett villkor för fred mellan stater är att författningen i varje stat skall vara "republikansk" (vilket med ett nutida språkbruk betyder att regeringen tillsätts genom allmänna val och inte genom arv). Om så är fallet och om valet att förklara krig låg hos folket, istället för hos ett lands ledare, skulle antalet konflikter minskas radikalt. Vidare belyser Kant att om stater ingår ett fredsförbund med varandra som grundar sig på gemensamma regler och lagar. Lyckas detta ser Kant att fler och fler stater vill ansluta sig och således kommer freden att spridas. Ökar antalet demokratiska stater utökas således också den fredliga zonen. Däremot pekar Kant på att denna sammanslutning ej skall bli någon slags superstat.

## Teoretiskt innehåll
Huvudtesen i teorin är att demokratier inte går i krig med andra demokratier. En tanke kring den demokratiska freden är att liberala demokratier oftare har en tendens att vara ekonomiskt starka och därför inte har något att vinna på att gå in i en konflikt jämfört med ett auktoritärt land som inte har det lika bra ställt ekonomiskt. Vidare förklaras den demokratiska freden på så sätt att liberala demokratier ofta har vänskapliga relationer med andra liberala demokratier vilket bidrar till att dessa länder undviker att gå in i en konflikt med varandra då de sätter sina vänskapsband på spel.[källa behövs] Enligt en typisk liberal människosyn är människan i grunden god och rationell, och om en demokratisk regering då korrekt representerar sina invånare kommer den inte vilja starta krig utan istället värna om de mänskliga rättigheterna. Demokrati ses således som en av de grundläggande faktorerna till övergripande fred. Förespråkare för den demokratiska freden förnekar inte att dispyter demokratier emellan kan uppstå, däremot menar de att länder som de definierar som "demokratiska" ofta löser problemen på andra sätt än genom att ta till våld. Detta sker då exempelvis genom förhandlingar parterna emellan.
Det finns två huvudsakliga förklaringar till varför demokratier skulle ha mindre benägenhet att gå i krig med varandra; den ena fokuserar på normativa aspekter och identitetsfrågor, den andra på institutionella grunder.

## Empiriskt stöd
Rummel hävdar att av 371 krig (med fler än tusen döda) 1816–2005 utkämpades 205 mellan icke-demokratier, 166 mellan en demokrati och en diktatur och inga mellan demokratier.
I ett projekt undersöktes 348 territoriella dispyter 1919–1995. Fem av dessa involverade demokratier på båda sidor i konflikten: Polen–Tjeckoslovakien 1919, Pakistan–Indien 1956–1957 och 1990–1992, Syrien–Israel 1955–1960, Argentina–Storbritannien 1976 och Ecuador–Peru 1981. Av dessa eskalerade endast Peru-konflikten till en "hög nivå", men inget ledde till krig.
En artikel av Frank Wayman studerade 2 042 konflikter mellan stater 1816–1992. I 62 fall var "liberala" stater på båda sidor i konflikten, men i endast tre fall inträffade dödsfall (USA–Ecuador 1954 och Peru–Ecuador 1981 och 1984) och antalet dödsfall understeg hundra. Wayman finner således inga krig mellan demokratier.
Bruce Russett går i en bok igenom tolv krig som förts fram som krig mellan demokratier:
- USA och Storbritannien 1812
- Romerska republiken (Påvestaterna) och Frankrike 1849
- Amerikanska inbördeskriget 1861
- Ecuador–Colombia, 1863
- Fransk-tyska kriget 1870
- Andra boerkriget 1899
- Spansk-amerikanska kriget 1898
- Filippinerna och USA 1899
- Första världskriget 1914/17
- Finska fortsättningskriget 1941
- Libanon och Israel 1948 och 1967

Russett menar att inget av konflikterna listade ovan motbevisar den demokratiska fredsteorin eftersom de antingen inte var några "verkliga krig" eller åtminstone en av de inblandade parterna inte räknades som demokratier.

## Kritik
Frågan hur man definierar "demokrati" är högst central, gällande mätningar av historiska exempel hittar Freedom House inte ett enda land som hade lika och allmän rösträtt innan år 1900. En av de äldsta kritiska synpunkterna har därför rört det magra statistiska urvalet med tanke på hur kort tid ett större antal "genuina demokratier" har funnits i världen. Även definitionen av krig varierar bland akademiker, vanligtvis brukar man räkna med konflikter mellan stater som resulterar i över 1000 döda per år. Kritik har riktats mot teorin för att försvaras genom upprepade argumentationsfel (Ingen riktig skotte) där alla exempel på demokratier som motsäger teorin avfärdas med att inte räknas som "sanna demokratier" och alla exempel på krig som motsäger teorin på samma sätt avfärdas med att inte räknas som "sanna krig". En annan kritik är att förespråkare av teorin inte utgår från objektiva definitioner av "demokrati" utan istället utgår från värderingar som lyfts upp i USA som mall, likställer det med demokrati och ignorerar att definitionen av demokrati varierar över tid och rum. Den amerikanska statsvetaren Ido Oren menar att det gällande amerikanska idealet appliceras på alla andra länder idag och i historien varför USA ständigt ligger i topp i mätningar på hur demokratiska världens länder är.
Kausaliteten i teorins grundantaganden, att demokratier inte skulle gå i krig med varandra på grund av att de är demokratier, kan också ifrågasättas, dels med ovanstående definitionsproblematik i åtanke, men även på grund av realpolitiska, ekonomiska, geografiska och andra anledningar. Dessutom kan man skilja på en "demokratisk fred" och en "liberal fred" där den förstnämnda lägger vikt vid det faktum att två stater är demokratier, den sistnämnda att de är liberala demokratier. Oförmågan hos liberala teoretiker att skilja på dessa två har gett upphov till kritik från bland andra realister. Förklaringsmodeller som bygger på institutionella grunder (att den institutionella uppbyggnaden av demokratiska stater ligger till grund för krigsobenägenheten) borde innebära att demokratier är mindre villiga att gå i krig i allmänhet, något som kan anses sakna empiriskt stöd.
Demokratisk fredsteori grundar sig på antaganden om universella, liberala värderingar och har därför även kritiserats för att ligga till grund för utrikespolitik förd av USA och andra västländer, där dessa försöker påtvinga demokrati enligt sina värderingar på andra delar av världen. Teorin ignorerar att västerländska demokratier kan agera mycket aggressivt gentemot länder som avviker från de egna idealen och påbörja krig för att uppnå regimskifte samtidigt som man framhäver ideal liknande Kants eviga fred. Även det faktum att västerländska demokratier har störtat folkvalda regeringar och ersatt dessa med icke-demokratiska styrelseskick genom aktioner som inte räknas som krig (till exempel militärkupper) samt regerat över områden som helt saknat demokratiska institutioner (till exempel kolonialimperier) problematiseras sällan i litteraturen.

## Möjliga undantag till teorin
Det finns ingen akademisk konsensus över varför påstådda demokratier skulle ha mindre benägenhet att gå i krig med varandra än krig mellan icke-demokratier eller mellan en demokrati och en icke-demokrati. Debatten handlar därför med nödvändighet om en mängd enskilda krig.[källa behövs] Några av dessa behandlas nedan.

### Amerikanska inbördeskriget
Argument för undantag: Både sydstaterna och nordstaterna hade hållit allmänna val för män.
Argument mot undantag: Slavar fick inte rösta i sydstaterna. Kvinnor hade inte rösträtt.

### Första världskriget
Argument för undantag: Alla tyska män hade rösträtt till riksdagen. Storbritannien och Frankrike hade allmän rösträtt för män.
Argument mot undantag: Den tyske kejsaren var den som beslutade om krigsförklaringen och kontrollerade militären. Den tyske rikskanslern hade ombetts avgå av riksdagen men ignorerat det och hänvisat till att han tjänade kejsaren. Kvinnor hade inte rösträtt i någon av staterna.

### Finska fortsättningskriget
Argument för undantag: Det demokratiska Storbritannien förklarade krig mot demokratin Finland. Storbritannien genomförde en begränsad bombräd mot dåvarande finska Petsamo 30 juli 1941 (operation EF).
Argument mot undantag: Med undantag av operation EF, som endast resulterade i ett fåtal dödsfall, förekom inga egentliga krigshandlingar utan krigsförklaringen var huvudsakligen formell.

### USA:s invasion av Guatemala1954
Argument för undantag: Både Guatemala och USA hade demokratiskt valda ledare.
Argument mot undantag: Demokratin hade inga djupa rötter i Guatemala. USA betraktade Guatemala som en "socialistdiktatur" på grund av den ekonomiska reformpolitiken som bland annat drabbade det inflytelserika storföretaget United Fruit. Å andra sidan framhetsades invasionen av USA till följd av en CIA-kupp medan USA själv införde lika och allmän rösträtt i hela landet först år 1965.

### Kargilkriget1999
Argument för undantag: Både Indien och Pakistan hade demokratiskt valda ledare.
Argument mot undantag: Den pakistanska militären startade kriget på eget bevåg utan godkännande från statsledningen. Demokratin hade inga djupa rötter i Pakistan.

### Libanonkriget 2006
Argument för undantag: Både Israel och Libanon hade demokratiskt valda ledare vid tidpunkten.
Argument mot undantag: Israel krigade inte mot den libanesiska staten utan mot Hizbollah. Varken Freedom House eller The Economist räknade Libanon som en demokrati.

### Kriget i Sydossetien2008
Argument för undantag: Både Ryssland och Georgien hade hållit allmänna val.
Argument mot undantag: Den ryska regeringen hade trakasserat oppositionen och begränsat yttrandefriheten. Freedom House och The Economist betraktade ingetdera av länder som demokratier vid tillfället.